# Кастельнуово-ди-Фарфа
Кастельнуово-ди-Фарфа (итал. Castelnuovo di Farfa) — коммуна в Италии, располагается в регионе Лацио, в провинции Риети.
Население составляет 1027 человек (2008 г.), плотность населения составляет 114 чел./км². Занимает площадь 9 км². Почтовый индекс — 2031. Телефонный код — 0765.
Покровителем коммуны почитается святитель Николай Мирликийский, празднование 6 декабря.

## Демография
Динамика населения:

## Администрация коммуны
- Официальный сайт: https://web.archive.org/web/20081205002634/http://www.comune.castelnuovodifarfa.rieti.it/